# منتخب بريطانيا لكرة اليد
منتخب بريطانيا لكرة اليد هو الممثل الرسمي للمملكة المتحدة في رياضة كرة اليد. تشكل في سنة 1969 وبدأ المنافسة في المسابقات العالمية سنة 1972. مثل المملكة المتحدة في الألعاب الأولمبية الصيفية 2012.

## النتائج

### الألعاب الأولمبية
| كرة اليد في الألعاب الأولمبية الصيفية | كرة اليد في الألعاب الأولمبية الصيفية | كرة اليد في الألعاب الأولمبية الصيفية | كرة اليد في الألعاب الأولمبية الصيفية | كرة اليد في الألعاب الأولمبية الصيفية | كرة اليد في الألعاب الأولمبية الصيفية | كرة اليد في الألعاب الأولمبية الصيفية | كرة اليد في الألعاب الأولمبية الصيفية | كرة اليد في الألعاب الأولمبية الصيفية |
| الألعاب                               | الدور                                 | المركز                                | لعب                                   | فاز                                   | تعادل                                 | خسر                                   | له                                    | عليه                                  |
| ------------------------------------- | ------------------------------------- | ------------------------------------- | ------------------------------------- | ------------------------------------- | ------------------------------------- | ------------------------------------- | ------------------------------------- | ------------------------------------- |
| برلين 1936                            | لم يتأهل                              | لم يتأهل                              | لم يتأهل                              | لم يتأهل                              | لم يتأهل                              | لم يتأهل                              | لم يتأهل                              | لم يتأهل                              |
| لم تقم الألعاب من 1948 حتى 1968       |                                       |                                       |                                       |                                       |                                       |                                       |                                       |                                       |
| ميونخ 1972                            | لم يتأهل                              | لم يتأهل                              | لم يتأهل                              | لم يتأهل                              | لم يتأهل                              | لم يتأهل                              | لم يتأهل                              | لم يتأهل                              |
| مونتريال 1976                         | لم يتأهل                              | لم يتأهل                              | لم يتأهل                              | لم يتأهل                              | لم يتأهل                              | لم يتأهل                              | لم يتأهل                              | لم يتأهل                              |
| موسكو 1980                            | لم يتأهل                              | لم يتأهل                              | لم يتأهل                              | لم يتأهل                              | لم يتأهل                              | لم يتأهل                              | لم يتأهل                              | لم يتأهل                              |
| لوس أنجلوس 1984                       | لم يتأهل                              | لم يتأهل                              | لم يتأهل                              | لم يتأهل                              | لم يتأهل                              | لم يتأهل                              | لم يتأهل                              | لم يتأهل                              |
| سول 1988                              | لم يتأهل                              | لم يتأهل                              | لم يتأهل                              | لم يتأهل                              | لم يتأهل                              | لم يتأهل                              | لم يتأهل                              | لم يتأهل                              |
| برشلونة 1992                          | لم يتأهل                              | لم يتأهل                              | لم يتأهل                              | لم يتأهل                              | لم يتأهل                              | لم يتأهل                              | لم يتأهل                              | لم يتأهل                              |
| أتلانتا 1996                          | لم يتأهل                              | لم يتأهل                              | لم يتأهل                              | لم يتأهل                              | لم يتأهل                              | لم يتأهل                              | لم يتأهل                              | لم يتأهل                              |
| سيدني 2000                            | لم يتأهل                              | لم يتأهل                              | لم يتأهل                              | لم يتأهل                              | لم يتأهل                              | لم يتأهل                              | لم يتأهل                              | لم يتأهل                              |
| أثينا 2004                            | لم يتأهل                              | لم يتأهل                              | لم يتأهل                              | لم يتأهل                              | لم يتأهل                              | لم يتأهل                              | لم يتأهل                              | لم يتأهل                              |
| بكين 2008                             | لم يتأهل                              | لم يتأهل                              | لم يتأهل                              | لم يتأهل                              | لم يتأهل                              | لم يتأهل                              | لم يتأهل                              | لم يتأهل                              |
| لندن 2012                             | مرحلة المجموعات                       | 12                                    | 5                                     | 0                                     | 0                                     | 5                                     | 96                                    | 182                                   |
| ريو دي جانيرو 2016                    | لم يتأهل                              | لم يتأهل                              | لم يتأهل                              | لم يتأهل                              | لم يتأهل                              | لم يتأهل                              | لم يتأهل                              | لم يتأهل                              |
| المجموع                               | 1/13                                  | -                                     | 5                                     | 0                                     | 0                                     | 5                                     | 96                                    | 182                                   |

## وصلات خارجية
- الموقع الرسمي